# Adam Hess
Adam Hess (nacido el 8 de abril de 1981 en Warren, Míchigan) es un exjugador de baloncesto estadounidense, que jugaba en la posición de alero. 

## Biografía
Es hijo de un exjugador profesional, Doug Hess, que jugó en Italia y Bélgica en los años 70.

## Trayectoria deportiva
- 1998/00 NCAA Eastern Michigan Eagles  Estados Unidos.
- 2000/04 NCAA The College of William and Mary  Estados Unidos.
- 2004/06  Basketball Nymburk .
- 2006/07  Artland Dragons Quakenbrueck  Alemania.
- 2007/08  LBN Chorale Roanne Basket  Francia.
- 2008/09  Basketball Bundesliga Artland Dragons  Alemania.
- 2009/10 LEB Oro CB Tarragona  España.
- 2010/12  Basketball Bundesliga Artland Dragons  Alemania.
- 2012/13  Basketball Bundesliga Phoenix Hagen  Alemania.
- 2013/15  Basketball Bundesliga Ratiopharm Ulm  Alemania.
- 2015/16  Basketball Bundesliga Phoenix Hagen  Alemania.